# Camille Pillet
Camille Pillet, dit Camille est un auteur dramatique du XIXe siècle.

## Biographie
Frère de Léon Pillet, ses pièces ont été représentées au théâtre des Variétés.

## Œuvres
- Le Mauvais Sujet, drame en 1 acte, avec Eugène Scribe, 1825
- Discrétion, comédie-vaudeville en un acte, avec Dumanoir, 1835
- Un mari charmant, comédie-vaudeville en 1 acte, avec Dumanoir et Édouard Lafargue, 1835
- Une fille d'Ève, comédie-vaudeville en 1 acte, avec Dumanoir et Alphonse de Chavanges, 1835